# Lyciella vittata
Lyciella vittata is een vliegensoort uit de familie van de Lauxaniidae. De wetenschappelijke naam van de soort is voor het eerst geldig gepubliceerd in 1849 door Walker.